# Monetaria moneta
Cauri
Espèce
Répartition géographique
Synonymes
- Cypraea moneta Linnaeus, 1758
- Erosaria moneta (Linnaeus, 1758)

Le cauri ou porcelaine-monnaie (Monetaria moneta ou Cypraea moneta) est une espèce de coquillages de la famille des Cypraeidae (les « porcelaines »). 
Très connus et employés déjà il y a des milliers d'années pendant la Préhistoire comme monnaie et comme ornement en Asie et en Afrique, ils continuent aujourd'hui à être utilisés comme bijoux ou objets de décoration.

## Terminologie
Le substantif masculin, cauri aurait été emprunté au tamoul, kauri,. Le nom tamoul viendrait lui-même du sanskrit kaparda ou kapardika. Le mot est attesté en français depuis le début du XVIIe siècle par des contacts directs des Français avec l'Inde. Il n'y a aucune raison de supposer que le mot viendrait de l'anglais cowry ou cowrie, lui-même issu du Tamoul également. Les anciens dictionnaires français donnent le mot tamoul, et ne font pas mention du mot anglais.

## Description
C'est une toute petite porcelaine (3 cm au maximum), irrégulière et aplatie, au bord large, très calleux et grossièrement subhexagonal. La coloration d'ensemble est pâle (de blanc à beige sale), mais le dorsum semble coloré en transparence, gris verdâtre à marges jaunâtres, avec parfois des bandes transversales plus foncées. L'ouverture est large et blanche, avec des denticules prononcées. Le manteau de l'animal est blanc zébré.

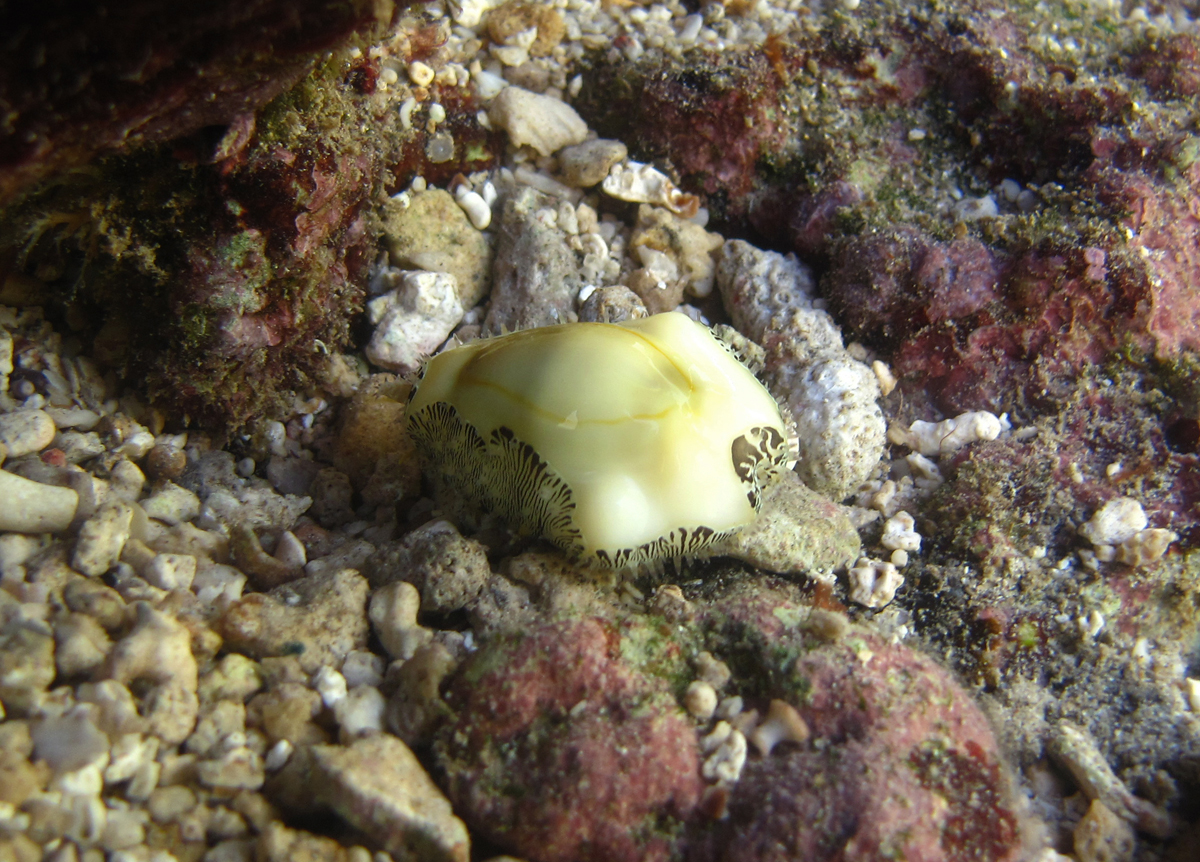
Animal vivant, manteau partiellement sorti.
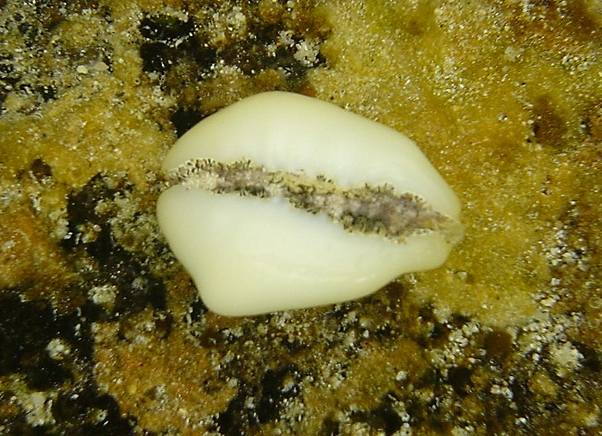
Spécimen renversé, au manteau rentré dans la coquille.
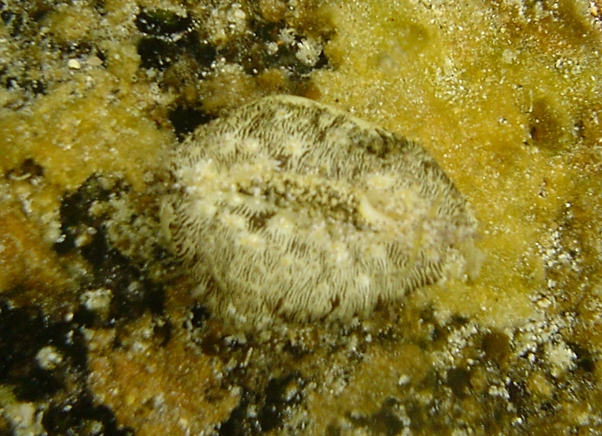
Sortie du manteau.
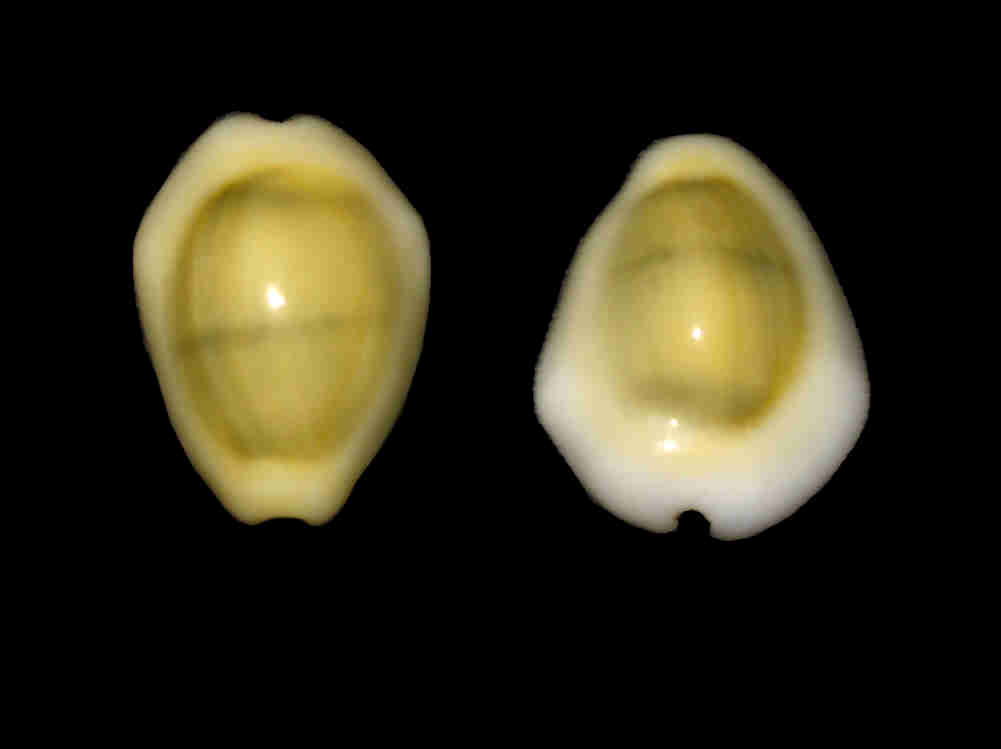
Spécimen naturalisé.

## Habitat et répartition
L'espèce a été découverte aux îles Maldives (où elle est très abondante) et aux îles Soulou (entre les Philippines et Bornéo) mais elle est présente dans une grande partie de l'Indo-Pacifique occidental, de la surface à 20 m de profondeur, ainsi que dans la région panaméenne.

## Biologie
C'est une espèce tropicale, principalement inféodée aux récifs de corail. Herbivore, elle se nourrit principalement d'algues, et est à sexes séparés (chose rare chez les coquillages). 
L'ouverture très fine de la coquille fait que celles-ci sont inutilisables pour les Barnard-l'ermite, permettant qu'on en trouve en plus grande abondance que d'autres coquillages. 

## Utilisation monétaire

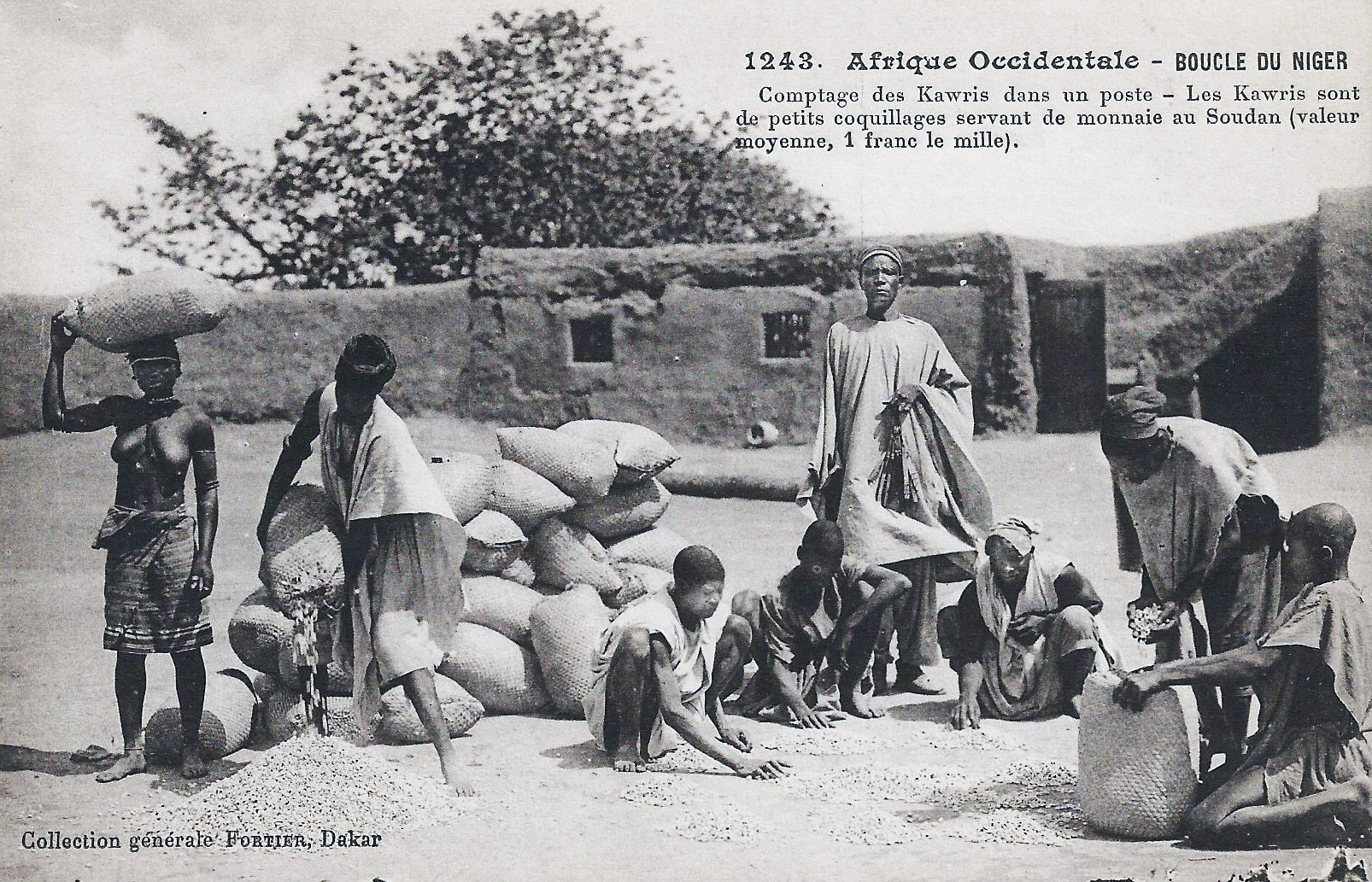
Comptage des Kawris dans un poste - Boucle du Niger.

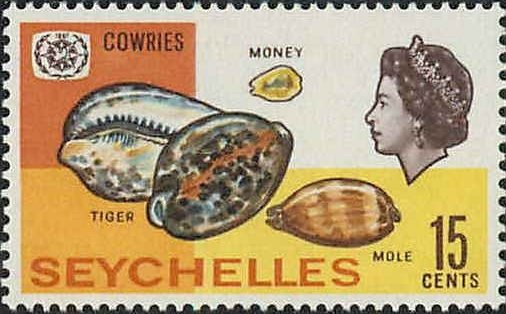
Porcelaine tigrée, porcelaine-monnaie et porcelaine taupe, Timbre des Seychelles, 1967

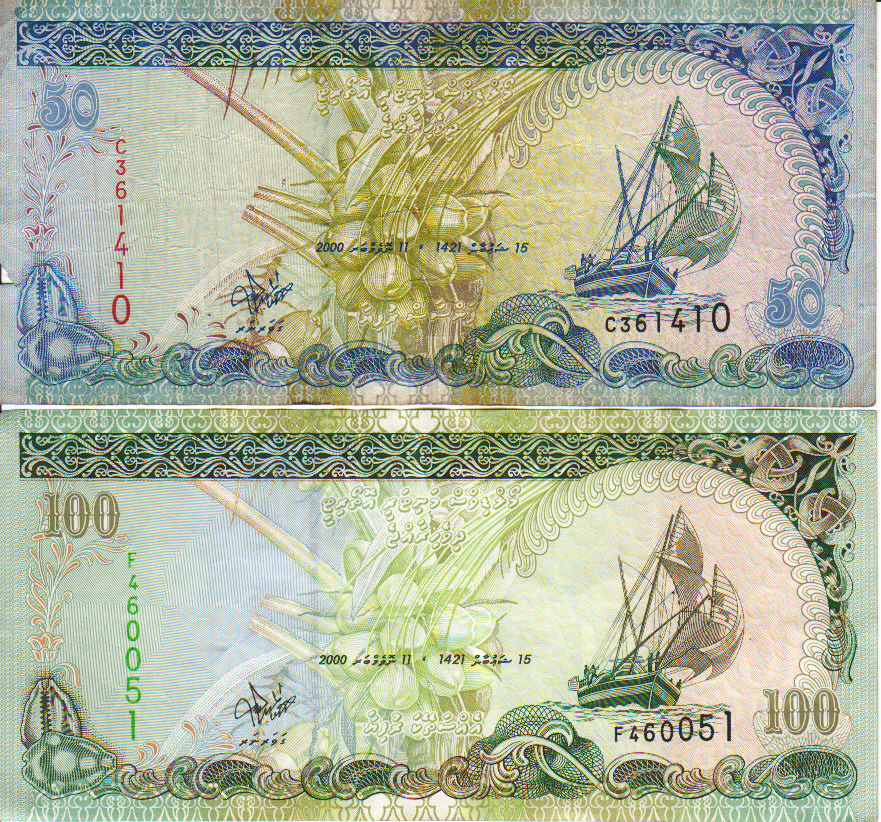
Emblème de la Banque des Maldives, le cauri figure ici sur les billets de 50 et 100 Rufiyaas.

Ce coquillage a été utilisé au cours des âges comme monnaie de commodité. On retrouve des traces de son utilisation en Chine dès la dynastie Shang (1600-1046 av. J.-C.). Pendant la dynastie Zhou (800-300 av. J.-C.), des cauris en jade ou en noyaux d'arbres fruitiers sont utilisés comme monnaie.
Répandus par les marins arabes et européens dès le Xe siècle, ces coquillages étaient utilisés comme monnaie dans une grande partie de l'Afrique et de l'océan Indien : le principal fournisseur en était les Maldives, qui conservent encore ce coquillage comme symbole de leur monnaie sur tous les billets de banque. 
Les cauris étaient regroupés puis comptabilisés sur des cordes ou dans des sacs. Ainsi, quarante cauris correspondaient à une corde, cinquante cordes (soit 2 000 cauris) valaient une tête et dix têtes (20 000 cauris) étaient égales à un sac.
Dans le cadre de la traite négrière occidentale, au XVIIIe siècle, un esclave pouvait valoir jusqu'à 10 000 cauris, « 74 tonnes [de cauris] étaient annuellement introduites par les Hollandais, et 50 par les Anglais, tandis que Français, Danois et Hambourgeois transportaient une dizaine de milliards de coquilles ».
Au milieu du XIXe siècle, le cauri — appelé l'ouda — pouvait s'acheter à Mogador au prix de 40 à 45 francs de l'époque pour un quintal anglais, et passer ensuite à Tombouctou comme monnaie courante au change de 4 000 pour un mizen d'or, soit 12,50 à 12,60 francs de l'époque. Les plus petits étaient les mieux appréciés. 
Au début du XXIe siècle, certains États africains (Bénin, Burkina Faso) utilisent encore les cauris en complément du franc CFA. Un sac de coquillages (soit 20 000 cauris) vaut 2 000 francs CFA, environ 3 euros. 
En 1960, le cauri a été choisi comme emblème de la banque malienne de développement.

## Légende thaïlandaise
Une légende siamoise raconte que, un jour, le jeune et astucieux Makatho reçut du roi de Sukothaï, Rama Khamhaeng, un cauri que Sa Majesté venait de trouver par hasard par terre après avoir chiqué et craché son bétel sur le sol. Makatho, rempli de joie, réfléchit profondément puis emporta ce cauri, don du roi, pour acheter des graines de légumes au marché. La marchande de graines lui fit remarquer qu'un unique cauri, ça ne valait quasiment rien. Makatho proposa que, en échange de ce cauri, il puisse prendre autant de graines qu'il pourrait en saisir avec un seul doigt. La marchande accepta. Alors le jeune homme mit son doigt dans sa bouche pour l'humidifier de salive, puis il plongea ce doigt dans le sac de graines de chou blanc, légume qui était et est toujours très prisé par les Thaï. Les graines se collèrent au doigt en grand nombre. Ensuite, il fit pousser avec soin ces graines dans une terre fertilisée avec des excréments d'éléphant et récolta de très jolis choux blancs. Rencontrant de nouveau le roi, il lui offrit le plus beau de ses choux blancs en lui expliquant que le cauri de Sa Majesté lui avait permis d'acheter des graines. Le roi Rama Khamhaeng récompensa le jeune homme ingénieux en lui accordant la faveur d'entrer dans le département spécial des mets du Palais Royal,.